# Blažejová
Blažejová je přírodní památka v katastrálním území obce Nová Bošáca v okrese Nové Mesto nad Váhom v Trenčínském kraji na Slovensku. Území bylo vyhlášeno v roce 1993 a jeho rozloha je 2,16 hektaru. Předmětem ochrany luční společenstvo s výskytem vzácných a ohrožených druhů rostlin.